# Daniel W. Connolly

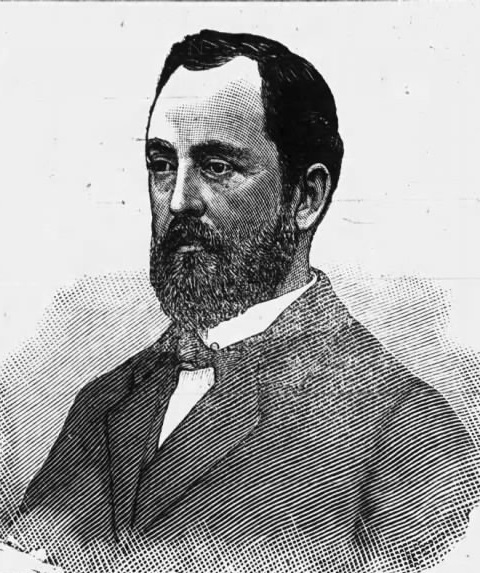
Daniel W. Connolly

Daniel Ward Connolly (* 24. April 1847 in Cochecton, Sullivan County, New York; † 4. Dezember 1894 in Scranton, Pennsylvania) war ein US-amerikanischer Politiker. Zwischen 1883 und 1885 vertrat er den Bundesstaat Pennsylvania im US-Repräsentantenhaus.

## Werdegang
Im Jahr 1849 kam Daniel Connolly mit seinen Eltern nach Scranton in Pennsylvania, wo er die öffentlichen Schulen besuchte. Nach einem anschließenden Jurastudium und seiner 1870 erfolgten Zulassung als Rechtsanwalt begann er in Scranton in diesem Beruf zu arbeiten. Im Jahr 1878 wurde er zum dortigen Bezirksrichter gewählt. Dieses Amt konnte er aber aufgrund eines Einspruchs des Obersten Gerichtshofs seines Staates nicht antreten. Politisch wurde er Mitglied der Demokratischen Partei. Im Jahr 1880 kandidierte er noch erfolglos für den Kongress.
Bei den Kongresswahlen des Jahres 1882 wurde Connolly dann aber im zwölften Wahlbezirk von Pennsylvania in das US-Repräsentantenhaus in Washington, D.C. gewählt, wo er am 4. März 1883 die Nachfolge des Republikaners Joseph A. Scranton antrat. Da er im Jahr 1884 nicht bestätigt wurde, konnte er bis zum 3. März 1885 nur eine Legislaturperiode im Kongress absolvieren. Zwischen 1885 und 1889 war Daniel Connolly Posthalter in Scranton. In dieser Stadt ist er am 4. Dezember 1894 auch verstorben.